# 田北紹鐵
田北紹鐵（日语：／ Takita Shōtetsu，？—1580年5月26日）是日本戰國時代武將，大友氏家臣，父親是田北親員。

## 生涯
紹鐵在大友義鑑時代開始出仕於大友氏，他與兄長們一樣獲義鑑賜其名諱，而先後改名鑑富和鑑重，後來出家才自號紹鐵。田北氏是以大友親秀的三子大友親泰為家祖的有力庶流，後來成為豐後直入郡田北村（現大分縣竹田市內）的地頭而冠姓田北。去到紹鐵一代則搬至大分郡和速見郡日出村等地，並且一度以熊牟禮城（現大分縣由布市內）為居城。
按當時傳教士的紀錄記載，紹鐵是當時豐後領主中最有力而且謀略兼備。實際上在弘治2年（1556年）鎮壓小原鑑元的叛亂、永祿4年（1561年）在豐前與毛利氏的戰鬥、翌年從門司區出兵與毛利戰鬥及永祿8年（1565年）在豐前與豐前長野氏於企救郡的戰鬥中均建立軍功。
然而，紹鐵卻很少得到大友宗麟的獎賞，反之宗麟忌於他的能力而將他排除出大友氏的中樞。另一方面，宗麟更加信賴和重用紹鐵之弟兼養子田北鎮周。天正6年（1578年）11月，鎮周在耳川之戰中戰死後，大友氏的勢力大幅衰退，紹鐵便聯合田原親貫和秋月種實在天正8年（1580年）謀反。一萬田鑑實和志賀氏等南群眾偏向同情紹鐵，因此討伐上顯得很消極。然而在同年4月時，紹鐵在直入郡阿曾野遭到大友義統攻擊，但是義統表示願意替其與宗麟斡旋，勸他先投靠筑前的秋月種實，但是在途上於日田郡五馬莊松原與80名部下一同遭到大友軍殺害。